# Aeshna palmata
Aeshna palmata là loài chuồn chuồn trong họ Aeshnidae. Loài này được Hagen mô tả khoa học đầu tiên năm 1856.

## Hình ảnh

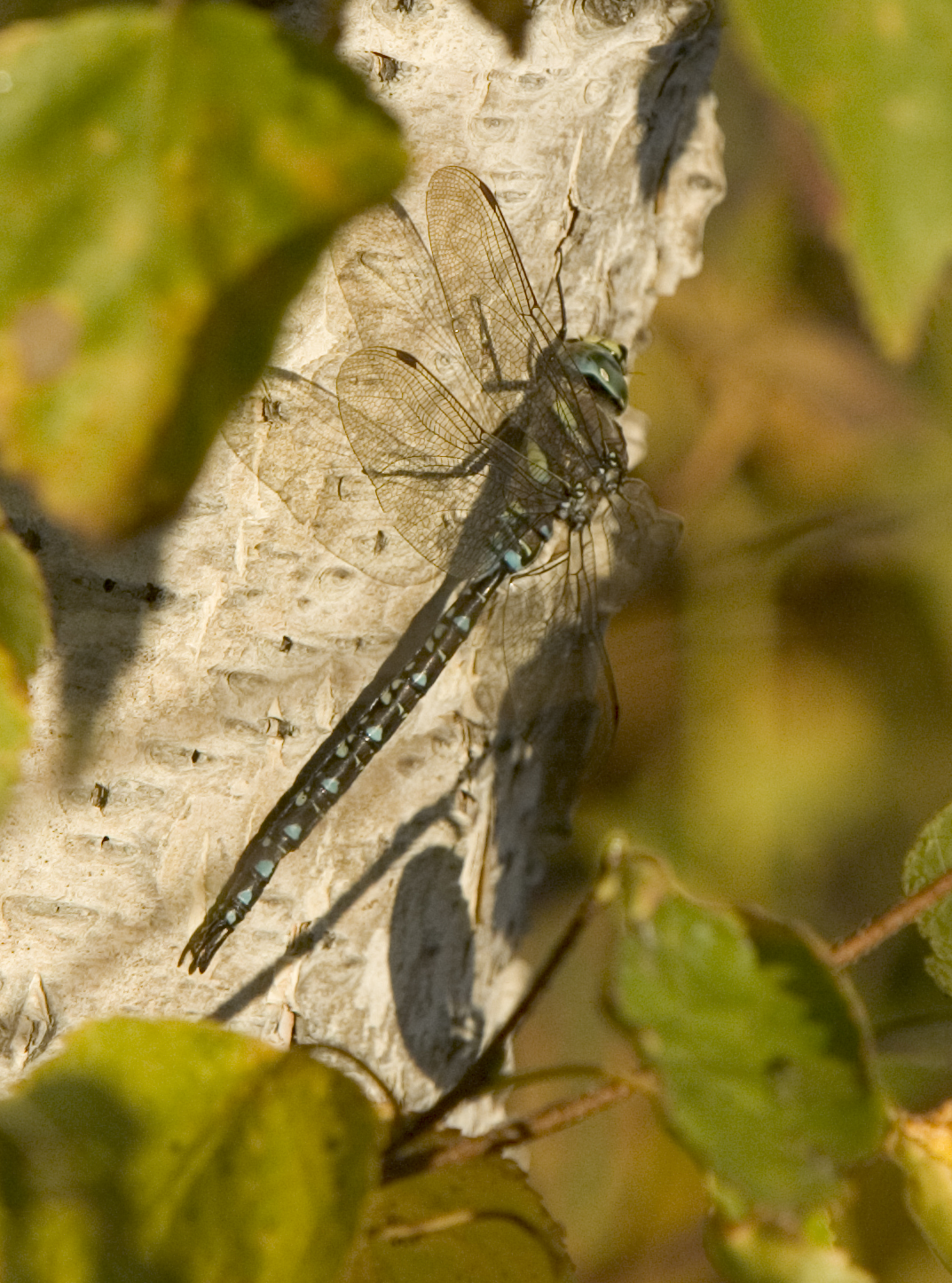
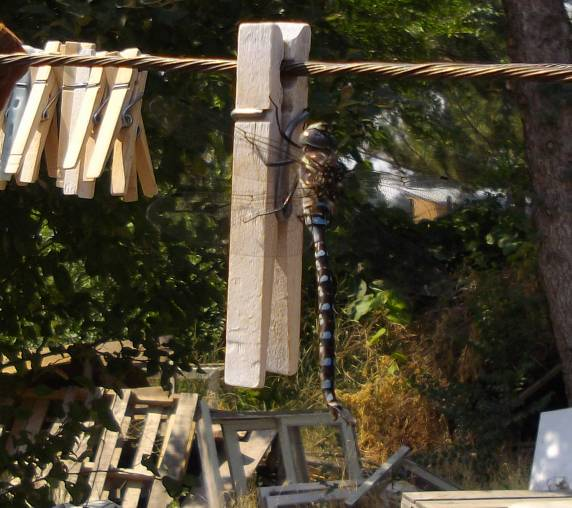